# Думітру Брагіш
Думітру (Дмитро Петрович) Брагіш (рум. Dumitru Braghiş; нар. 28 грудня 1957, село Гретьєшть, Криулянський район, Молдавська РСР, СРСР) — молдовський політик, прем'єр-міністр Молдови у 1999–2001. Народний депутат СРСР (1989—1991). Доктор економічних наук.

## Життєпис
Народився 28 грудня 1957 року в селі Гретьєшть в селянській родині. У 1972 році вступив до комсомолу.
Під час навчання в Кишинівському політехнічному інституті імені С. Лазо вибирався секретарем комітету комсомолу енергетичного факультету, заступником секретаря комітету комсомолу інституту. Член КПРС з 1979 до 1991 року.
У 1980 році закінчив енергетичний факультет Кишинівського політехнічного інституту імені С. Лазо, здобув спеціальність інженера-енергетика.
З 1980 до 1981 року працював інженером-конструктором відділу головного енергетика Кишинівського тракторного заводу.
У 1981—1982 роках — секретар комітету комсомолу Кишинівського політехнічного інституту імені С. Лазо.
У 1982 році — 2-й секретар, у 1982—1984 роках — 1-й секретар Октябрського районного комітету ЛКСМ Молдавії міста Кишинева.
У 1984—1985 роках — 2-й секретар, у 1985—1987 роках — 1-й секретар Кишинівського міського комітету ЛКСМ Молдавії.
У 1987—1988 роках — інструктор ЦК КП Молдавії.
29 серпня 1988 — травень 1990 року — 1-й секретар ЦК ЛКСМ Молдавії.
4 травня — 26 червня 1990 року — секретар ЦК ВЛКСМ. У червні 1990 — вересні 1991 року — голова Комісії ЦК ВЛКСМ із міжнаціональних відносин та регіональних проблем.
У вересні 1991 — березні 1992 року — заступник голови виконавчого комітету координаційної ради Спілок молоді в Москві.
У 1992—1995 роках — заступник генерального директора Молдовської зовнішньоторговельної фірми «Moldova Exim».
У 1995—1997 роках — генеральний директор департаменту зовнішніх економічних зв'язків Міністерства економіки Республіки Молдова.
11 лютого 1997 — 9 липня 1998 року — заступник міністра, 9 липня 1998 — 21 грудня 1999 року — 1-й заступник міністра економіки та реформ Республіки Молдова та генеральний директор департаменту зовнішніх економічних зв'язків Міністерства економіки та реформ Республіки Молдова.
21 грудня 1999 року призначений прем'єр-міністром Республіки Молдови. У наступних парламентських виборах «Альянс Брагіша» набрав 13,42 % голосів і отримав 19 місць в парламенті. Брагіш балотувався на посаду президента, але отримав тільки 16,85 % голосів (15 депутатів), програвши Володимиру Вороніну.
19 квітня 2001 року прем'єр-міністром Молдови замість Брагіша став Василь Тарлєв.
У березні 2001 — квітні 2009 року був депутатом парламенту Молдови.
Під час 4-го З'їзду Партії соціальної демократії «Furnica» (ПСДФ) 15 грудня 2001 року було ухвалено рішення про перейменування політичної партії на Соціал-демократичний альянс Молдови (СДАМ), а Дмитра Брагіша обрано головою партії. 19 липня 2003 року Соціал-демократичний альянс Молдови (СДАМ) поряд із Ліберальною партією (ЛП) та Альянсом незалежних Республіки Молдова (АНРМ) провели злиття між собою, створивши Альянс «Наша Молдова» (АНМ). Колишній голова Соціал-демократичного альянсу Брагіш став згодом співголовою-координатором Альянсу «Наша Молдова». 14 червня 2006 року очолив Партію соціальної демократії Молдови (ПСДМ). 22 грудня 2007 року Партія соціальної демократії Молдови злилася із Соціал-демократичною партією (СДП), а Дмитро Брагіш став головою СДП.
У 2009—2011 роках — консультант Univers-Moldova SRL. У 2011—2012 роках — директор «Vimax Consulting SRL». У 2012—2013 роках — заступник генерального директора «Accent Electronic SA». З 2013 року — генеральний директор «UTI Systems International» SRL.
23 листопада 2015 — 14 березня 2017 року — надзвичайний і повноважний посол Республіки Молдова в Російській Федерації.
25 липня 2016 — 14 березня 2017 року — надзвичайний і повноважний посол Республіки Молдова в Таджикистані, Казахстані та Киргизстані (за сумісництвом).
З 3 липня 2020 року — надзвичайний і повноважний посол Республіки Молдова в Китайській Народній Республіці.
З 26 травня 2021 року — надзвичайний і повноважний посол Республіки Молдова у В'єтнамі (за сумісництвом)

## Родина
Одружений, є дитина.

## Нагороди
- орден Республіки (Молдова) (27.08.2017)